# Fédération Aéronautique Internationale
La Fédération aéronautique internationale (FAI; anglès: The World Air Sports Federation, català: La Federació Mundial de l'Esport Aeri o bé Federació Aeronàutica Internacional), és l'òrgan de govern mundial dels esports aeris. Va ser fundat el 14 d'octubre de 1905 i té la seu a Lausanne, Suïssa, sent nacions fundadores: Alemanya, Bèlgica, Espanya (Reial Aero Club d'Espanya), Estats Units, França, Regne Unit, Itàlia i Suïssa. Manté registres mundials d'activitats aeronàutiques incloent globus aerostàtic, aeromodelisme, i vehicle aeris no tripulats; i també per al vol espacial tripulat.

## Història
La FAI es va fundar en una conferència celebrada a París del 12 al 14 d'octubre de 1905, que es va organitzar després d'una resolució aprovada pel Congrés Olímpic celebrat a Brussel·les el 10 de juny de 1905 que demanava la creació d'una Associació "per regular l'esport de vol, ... les diferents reunions d'aviació i avançar en la ciència i l'esport de l'aeronàutica". La conferència va comptar amb la presència de representants de 8 països: Bèlgica (Aero Club Royal de Belgique, fundada el 1901), França (Aéro-Club de France, 1898), Alemanya (Deutscher Luftschiffer Verband, o "Lliga alemanya de dirigibles", fundada 1902), Gran Bretanya (Royal Aero Club, 1901), Itàlia (Aero Club d'Italia, 1904), Espanya (Real Aero Club de España, 1905), Suïssa (Aero-Club der Schweiz, 1900) i Estats Units (Aero Club of America, 1905).
El 2 de febrer de 2017, la FAI va anunciar la seva nova associació estratègica amb la firma internacional de gestió d'actius Noosphere Ventures. La secretària general de la FAI, Susanne Schödel, el president de la FAI, Frits Brink, i el soci director de Noosphere Ventures Max Polyakov van signar l'acord, fent de Noosphere Ventures el soci tècnic global de la FAI.
La FAI va suspendre Rússia i Belarús a causa de la invasió russa d'Ucraïna de 2022, com a resultat de la qual els pilots de Rússia i Belarús no podran competir en cap esdeveniment sancionat per la FAI en les 13 disciplines esportives aèries de la FAI, incloses parapent, ala delta i paramotor.

## Activitats
La FAI és l'òrgan de govern internacional per a les activitats següents:
- Acrobacia a través de la Comissió d'Acrobacia FAI (Commission Internationale de Voltige Aérienne – CIVA)[7]
- Aeromodelisme i drons a través de la Comissió d'Aeromodelisme de la FAI (Commission Internationale d'Aéro-Modélisme – CIAM)[8]
- Globus a través de la Comissió de Globus FAI (Commission Internationale de l'Aérostation – CIA)[9]
- Aviació general a través de la Comissió d'Aviació General FAIR (General Aviation Commission – GAC)[10]
- Planeig a través de la FAI Gliding Commission (International Gliding Commission – IGC)[11]
- Ala delta i parapent a través de la Comissió de Parapent i Ala delta FAI (Commission Internationale de Vol Libre – CIVL)[12]
- Aeronaus de propulsió humana a través de la Comissió d'Aeronaus Experimentals i Construïdes per Amateurs de la FAI (Commission Internationale des Aéronefs de Construction Amateur – CIACA)[13]
- Microlleuger i Paramotor a través de la FAI Microlight & Paramotor Commission (Commission Internationale de Microaviation – CIMA)[14]
- Skydiving through the FAI International Skydiving Commission[15]
- Rotorcraft a través de la FAI Rotorcraft Commission (Commission Internationale de giraviation – CIG)[16]

La FAI estableix els estàndards de registre de les activitats. Quan es tracta d'esports aeri, la FAI també supervisa les competicions internacionals a nivell mundial i continental, i també organitza els Jocs Aeris Mundials i el Gran Premi Mundial de la FAI.
La FAI organitza la FAI International Drones Conference and Expo. Aquest esdeveniment ofereix una plataforma per a organitzacions, empreses i particulars per parlar de com s'utilitzen els drons avui en dia i per crear un marc sobre com s'utilitzaran i com afectaran la vida en el futur.
La FAI també manté els registres establerts en vol espacial tripulat, a través de la Comissió de Registres Astronàutics de la FAI (International Astronautic Records Commission – ICARE)

### Definició de la línia Karman
La FAI defineix el límit entre l'atmosfera de la Terra i l'espai exterior, l'anomenada línia de Karman, com l'altitud de 100 km per sobre del nivell del mar de la Terra.

## Rècords

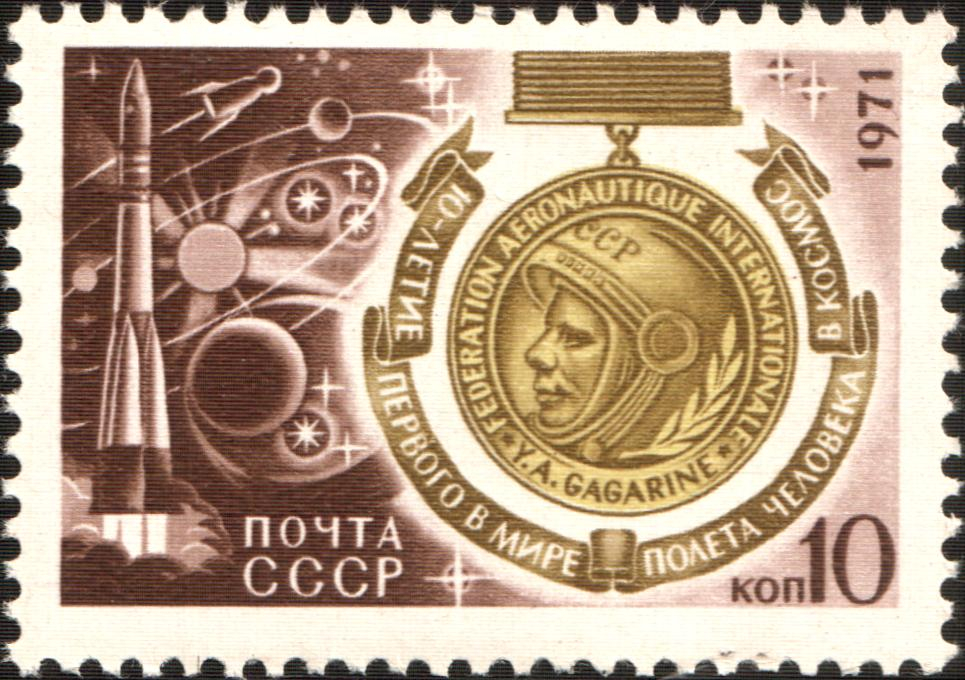
Segell commemoratiu de l'URSS de 1971 que representa la medalla d'or Iuri A. Gagarin establerta per la FAI

Entre les responsabilitats de la FAI hi ha la verificació de vols rècords. Perquè un vol es registri com a "rècord mundial", ha de complir les estrictes regles de la FAI, que inclouen la condició que el registre ha de superar el rècord anterior en un percentatge determinat. Des de finals de la dècada de 1930, els avions militars han dominat algunes classes de rècord d'avions motoritzats, com ara la velocitat, la distància, la càrrega útil i l'alçada, encara que altres classes són reclamades regularment pels civils.
Alguns països reclamen com a propis alguns registres, tot i que els seus èxits no compleixen els estàndards de la FAI. Aquestes reclamacions normalment no tenen l'estatus de registres oficials. Per exemple, Iuri Gagarin es va guanyar el reconeixement pel primer vol espacial tripulat, tot i no complir els requisits de la FAI. La FAI inicialment no va reconèixer l'assoliment perquè no va aterrar amb la seva nau Vostok (se'n va expulsar), però més tard va reconèixer que Gagarin va ser el primer humà que va volar a l'espai. Aleshores, la FAI va establir la medalla d'or Iuri A. Gagarin, que s'atorga des de 1968.

### Classes

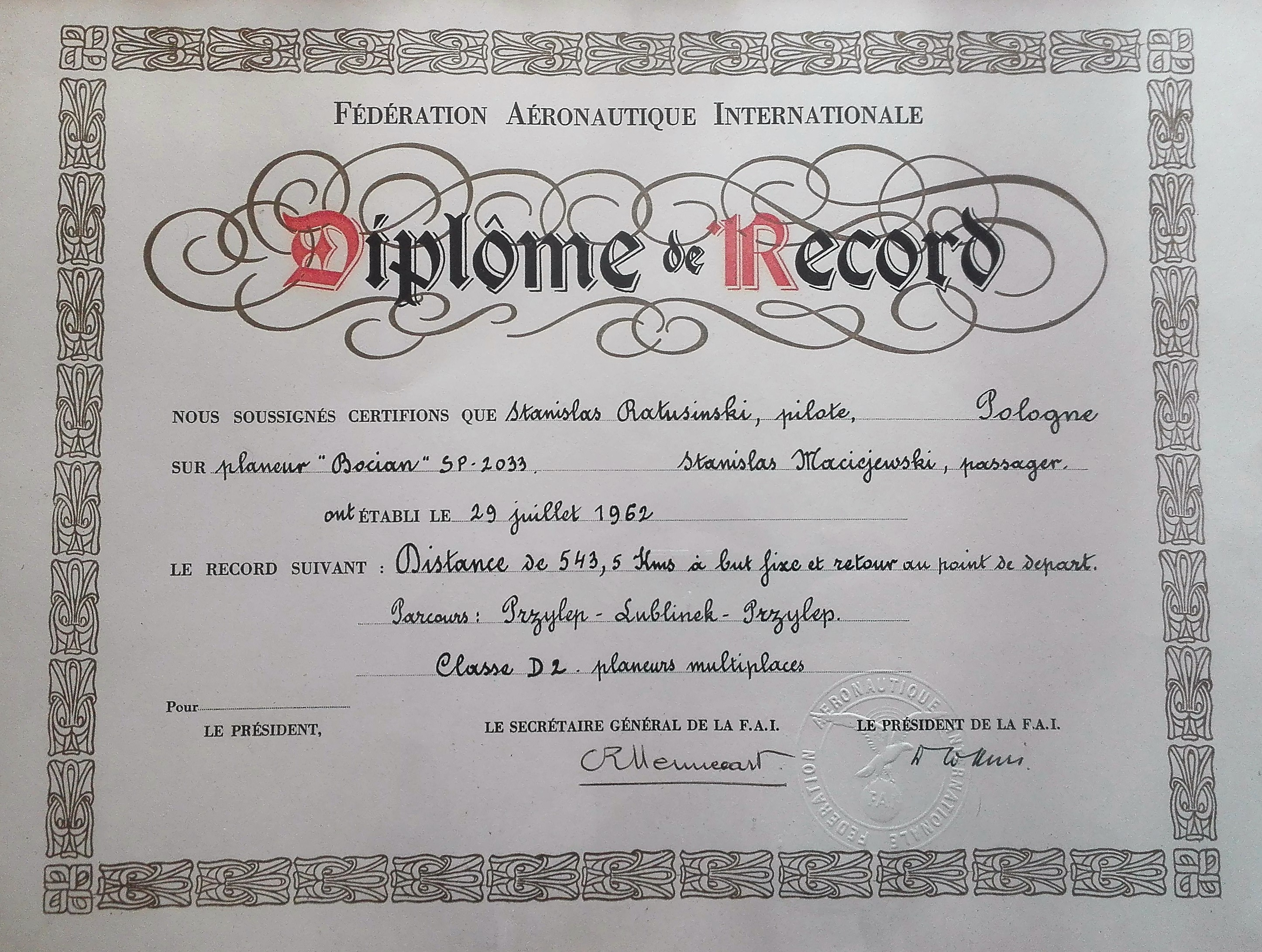
Diploma de vol rècord expedit per la FAI

Els següents tipus d'aeronaus tenen registres:
- Classe A Globus lliures
- Dirigibles de classe B
- Avions de classe C
  - Classe CS Aeronaus d'energia solar
- Plantadors i Plantadors de motor
- Classe E Aeronau d'ala giratòria
- Classe F Maqueta d'avió
  - Classe F1 – Vol lliure
  - Classe F2 – Línia de control
  - Classe F3 – Radiocontrol
    - F3K - Discus Launch Glider
    - F3F - Vent en pendent

  - Classe F4 - Aeromodelisme a escala
  - Classe F5: Maqueta d'avió elèctric[21]
    - F5B – Planadors de motor elèctric
    - F5D: Maqueta d'avió elèctric de cursa de pilones

  - Classe F8 - Vol autònom (creat pel CIAM l'any 2006, posteriorment retirat)
- Classe G Paracaigudisme
- Classe H Aeronaus d'enlairament i aterratge verticals (VTOL)
- Classe I Aeronau impulsat per persones
- Nau espacial de classe K
- Aeronau amb motor d'ala/inclinació de classe M
- Classe N Aeronaus d'enlairament i aterratge curts (STOL)
- Classe O Ala Delta i Parapent
- Classe P Nau aeroespacial
- Microlleugers i Paramotors de classe R
- Models espacials de classe S (Models de coet)
- Vehicles aeri no tripulats de classe U

### Rècords seleccionats
| Data                                               | Mesurament             | Persona                                                                                            | Avions                           | Tipus                                                          | Ref(s)                             |
| -------------------------------------------------- | ---------------------- | -------------------------------------------------------------------------------------------------- | -------------------------------- | -------------------------------------------------------------- | ---------------------------------- |
| Classe A: Globus lliures                           |                        | |                                  |                                                                |                                    |
| 31 de gener de 2015                                | 160 hores 34 minuts.   | Troy Bradley (Estats Units) · Leonid Tyukhtyaev (Rússia)                                           | Two Eagles Balloon               | Duració                                                        | [ 22 ]                             |
| 31 de març de 1999                                 | 40.814 km.             | Bertrand Piccard (Suïssa) · Brian Jones (Gran Bretanya)                                            | Breitling Orbiter                | Distància                                                      | [ 23 ]                             |
| 4 de maig de 1961                                  | 34.668 metres          | Malcolm Ross (Estats Units) · Victor Prather (Estats Units)                                        | Winzen                           | Altitud absoluta                                               |                                    |
| Classe C: Aeronaus                                 |                        | |                                  |                                                                |                                    |
| 11 de febrer de 2006                               | 41.467,53 km           | Steve Fossett (Estats Units)                                                                       | Virgin Atlantic GlobalFlyer      | Rècord de distància de vol (sense repostar)                    |                                    |
| 28 de juliol 1976                                  | 3,529.56 km/h          | Eldon W. Joersz (Estats Units)                                                                     | Lockheed SR-71 Blackbird         | Rècord de velocitat de vol                                     |                                    |
| 31 d'agost de 1977                                 | 37,650 m               | Aleksandr Vasilyevich Fedotov (Unió Soviètica)                                                     | MiG E-266M                       | Rècord d'altitud de vol                                        |                                    |
| 22 d'octubre de 1938                               | 17,083 m               | Mario Pezzi (Itàlia)                                                                               | Caproni Ca.161                   | Rècord d'altitud de vol (motor de pistó sense càrrega útil)    |                                    |
| Classe CS: Aeronaus d'energia solar                |                        | |                                  |                                                                |                                    |
| 7 de juliol de 2010                                | 9.235 m 26 h 10 m 19 s | André Borschberg (Suïssa)                                                                          | Solar Impulse (Prototip)         | Durada en energia solar i Rècord d'altitud de vol              | [ 24 ]                             |
| 25 de maig de 2012                                 | 1116 km                | André Borschberg (Suïssa)                                                                          | Solar Impulse (Prototip)         | Distància en Energia solar                                     |                                    |
| Classe D: Planadors i a motor                      |                        | |                                  |                                                                |                                    |
| 3 de setembre de 2017                              | 15.902 m               | Jim Payne (Estats Units) · Morgan Sandercock (Austràlia)                                           | Windward Performance Perlan II   | Altitud en planeig                                             | [ 25 ]                             |
| 2 de setembre de 2018                              | 23.202 m               | Tim Gardner (Estats Units) · Jim Payne (Estats Units)                                              | Windward Performance Perlan II   | Altitud en planeig (per ratificar)                             | [ 25 ]                             |
| 21 de gener de 2003                                | 3,008.8 km             | Klaus Ohlmann (Alemanya) · Karl Rabeder (Àustria)                                                  | Schempp-Hirth Nimbus-4           | Distància en planeig                                           |                                    |
| Classe E-1: Helicòpters                            |                        | |                                  |                                                                |                                    |
| 11 d'apgst de 1986                                 | 400,87 km/h            | John Trevor Egginton (Gran Bretanya)                                                               | Westland Lynx G-LYNX (modificat) | Velocitat en un recorregut recte de 15/25 km                   | [ 26 ]                             |
| Classe G-2: Rècords de rendiment en paracaigudisme |                        | |                                  |                                                                |                                    |
| 14 d'octubre de 2012                               | 1357,6 km/h            | Felix Baumgartner (Àustria)                                                                        | Red Bull Stratos                 | Velocitat vertical                                             | [ 27 ]                             |
| 8 de febrer de 2006                                | 400 Skydivers          | Equip global                                                                                       | 5 Lockheed C-130                 | Formació de paracaigudisme més gran                            | [ 28 ]                             |
| Classe I-C: Avió de propulsió humana               |                        | |                                  |                                                                |                                    |
| 23 d'abril de 1988                                 | 115,11 km 3h 54mn 59s  | Kanellos Kanellopoulos (Grècia)                                                                    | MIT Daedalus 88                  | Duració i distància propulsada per humans                      | [ 29 ] [ 30 ]                      |
| 2 d'octubre de 1985                                | 44,32 km/h             | Holger Rochelt (Alemanya Occidental)                                                               | Musculair II                     | Velocitat en circuit tancat                                    | [ 31 ]                             |
| Classe I-E: Helicòpter de propulsió humana         |                        | |                                  |                                                                |                                    |
| 25 de setembre de 2013                             | 1min 37,5 sec          | Justin Mauch (Estats Units)                                                                        | Gamera                           | Duració                                                        | [ 32 ]                             |
| Classe O: Ala delta i parapent                     |                        | |                                  |                                                                |                                    |
| 13 d'octubre de 2016                               | 564,3.0 km             | Donizete Baldessar Lemos (Brasil) · Rafael Monteiro Saladini (Brasil) · Samuel Nascimento (Brasil) | Ozone Enzo 2 Gin Boomerang 10    | Distància recta amb parapent                                   | [ 33 ] [ 34 ] [ 35 ] [ 36 ] [ 37 ] |
| Classe R: Microlleugers                            |                        | |                                  |                                                                |                                    |
| 14 de febrer de 2002                               | 187 km/h               | Julian Harris (Gran Bretanya) · Bob Sharp (Gran Bretanya)                                          | Jabiru Aircraft UL               | Rècord de velocitat de vol de 3 eixos                          | [ 38 ]                             |
| 17 d'agost de 2011                                 | 130,3 km               | Edina Sz. KOLESZÁR (Hongria)                                                                       | Dudek Nucleon 23                 | Distància en circuit tancat amb combustible limitat            | [ 39 ]                             |
| Classe U: Vehicles aeris no tripulats              |                        | |                                  |                                                                |                                    |
| 14 d'agost de 2001                                 | 29.524 m               | Piloted remotely by Greg Kendall (Estats Units)                                                    | AeroVironment Helios Prototype   | Rècord d'altitud de vol horitzontal sostingut per un avió alat | [ 40 ] [ 41 ]                      |